# Сперматорея
Сперматорея (сперма + греч. rhoia — течение, истечение; синоним — истечение семени) — постоянное или частое выделение спермы из уретры, обычно в конце мочеиспускания или при дефекации.
При слабости мышечной оболочки семявыносящего протока любое повышение давления в малом тазу приводит к выделению из мочеиспускательного канала одной или нескольких капель белесоватой семенной жидкости. Сперматорея никогда не носит характера эякуляции, сперма не выделяется сильными толчками, а медленно истекает мелкими порциями, причём это явление не сопровождается сексуальным возбуждением, эрекцией или оргазмом.
Усиление семяистечения происходит при дефекации, напряжении мышц промежности, например, во время физических упражнений, при этом обычно увеличивается количество истекающей семенной жидкости. Сперматорея часто является следствием пареза семявыносящих путей и (или) сфинктеров. Она встречается также при хронических заболеваниях мочеполовой системы, заболеваниях центральной нервной системы, длительных запорах (при колитах) и др. Выделение семени в ряде случаев усиливается при малейшем сексуальном возбуждении, поэтому некоторые мужчины, страдающие сперматореей, стремятся избегать любых контактов с объектами, способных вызвать у них половое возбуждение. Также часто является следствием полового воздержания. Постоянное истечение семени и сопутствующее ему намокание нижнего белья угнетающе действует на психику мужчины. Длительно существующая сперматорея вызывает невротические реакции, чаще астеноипохондрические или депрессивные. Лечение направлено на устранение заболевания, явившегося причиной сперматореи. Иногда за сперматорею ошибочно принимают выделение из уретры капельки прозрачного секрета, возникающее у мужчин при сексуальном возбуждении (либидозная уретрорея). Однако это нормальное явление, которое свидетельствует лишь о наличии полового возбуждения, протекающего даже без видимой эрекции полового члена.